# نیروگاه راغون
نیروگاه برق‌آبی راغون (در ۱۱۰ کیلومتری شمال‌شرق دوشنبه در تاجیکستان)، نیروگاهی در حال ساخت در تاجیکستان با ظرفیت تولید ۳٬۶۰۰ مگاوات است.
پروژۀ سد و نیروگاه راغون یکی از بزرگ‌ترین طرح‌های عمرانی در جهان بوده (بلندترین سد خاکی با هستۀ رسی دنیا) که بر روی رودخانۀ وخش در حال اجرا می‌باشد. کارفرمای اصلی این پروژه وزارت انرژی جمهوری تاجیکستان می‌باشد.
ساخت این نیروگاه در دوران شوروی پیشین بر روی رود وخش آغاز شد ولی پس از فروپاشی اتحاد جماهیر شوروی و استقلال تاجیکستان در سال ۱۹۹۱ ناتمام ماند. بنا بر طرح اولیه بلندی این بند ۳۳۵ متر، دارای شش دستگاه توربین و با گنجایش تولید ۳٬۶۰۰ مگاوات برق خواهد بود.
نیروگاه راغون، یکی از بزرگ‌ترین نیروگاه‌های آسیای میانه است. این نیروگاه قدرت تأمین نیروی برق و آب تمام آسیای میانه را داراست. اما به دلایل اقتصادی و جنگ داخلی در تاجیکستان ناتمام مانده‌است.
افراد بسیاری از میان تاجیکان و فارسی‌زبانان برون‌مرزی و ایرانی و تاجیک‌های افغانستان مقیم بریتانیا علاقه‌مند کمک به انجام طرح، استراتژیک و مهم نیروگاه راغون برای تاجیکستان هستند.
در سال ۲۰۰۴ میان تاجیکستان و روسیه دربارهٔ بنیاد این نیروگاه توافق امضا شده، ولی به دلیل اختلاف نظرهای طرفین روسیه از بنیاد نیروگاه راغون خودداری کرد. طرح مذکور تا سال ۲۰۰۹ متوقف گردید. از سال ۲۰۰۹ با برگزاری مناقصات متعدد ادامۀ ساخت مغار نیروگاه و نیز تونل‌های آبرسان و انحراف به همراه سرریز و تونل‌های دسترسی از سر گرفته شد.
در اوایل سال ۲۰۱۰ دولت تاجیکستان روند فروش سهمیه‌های نیروگاه راغون را راه‌اندازی کرده و اعلام داشت که درصدد است تا با نیروی خودی این پروژه را احداث کند.
بنا به اطلاعیهٔ وزارت مالیۀ تاجیکستان، از جمله بیش از ۱۸۰ میلیون دلاری که به حساب فروش سهمیه‌ها به دست آمده بود، بخشی در کارهای برقرارسازی نیروگاه مصرف شده و بخش دیگر در بانک‌های تجارتی تاجیکستان نگهداری می‌شود.
مقامات دولت ازبکستان گفته‌اند که این کشور به هیچ‌وجه از طرح بنیاد نیروگاه برق آبی راغون پشتیبانی نخواهد کرد.

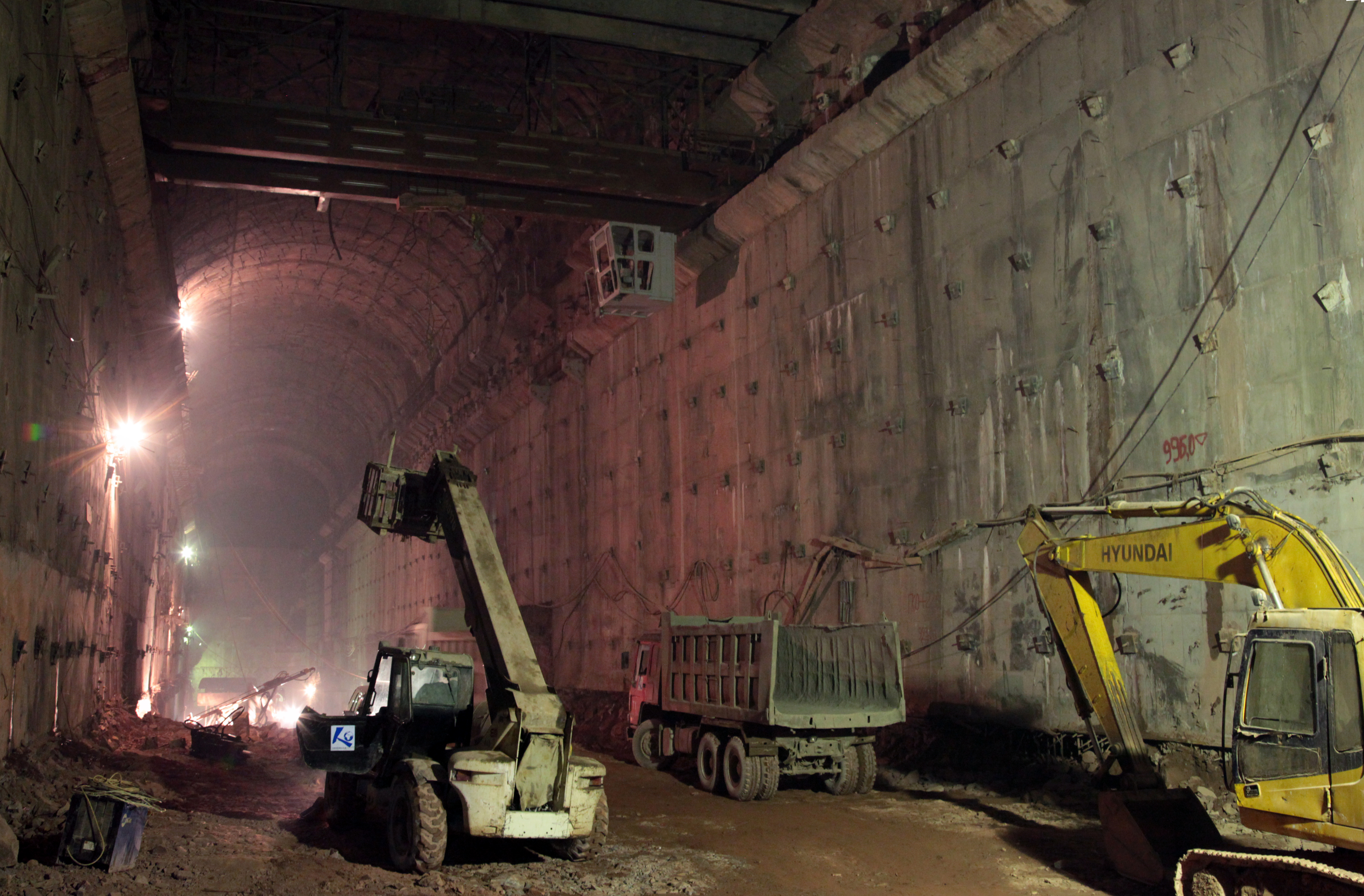
عملیات ساخت مغار نیروگاه سد راغون توسط شرکت تونل سد آریانا

پس از مرگ کریم‌اف (۲۰۱۶–۱۳۹۵) سیاست خارجی ازبکستان تغییراتی نشان می‌دهد و از جمله سکوت در برابر آغاز پروژۀ راغون. در مورد مصلحتی‌بودن تغییر رویکردهای کلان ازبکستان در همراهی با کشورهای منطقه و حل و فصل موضوعات به‌نفع آنان، باید به موضوع گذار قدرت به دوران نو اشاره کرد. در مسئلۀ مربوط به نیروگاه راغون که یکی از دعاوی پرسابقۀ دو کشور در سطح منطقه محسوب می‌گردد، واکنش منفی ازبکستان با توجه به در پیش بودن فصل زمستان و عدم کشت پنبه، ضرورتی نداشته و اکنون تاشکند ترجیح می‌دهد سکوت را در این زمینه اتخاذ نماید. در سایر موارد اختلافی خصوصاً موضوعات مرزی نیز، تا زمان تثبیت نسبی اوضاع سیاسی ازبکستان، تاشکند طرح‌ها و پیشنهادها و رویکرد مثبت و نو خود را مطرح خواهد کرد و در انتظار پاسخ و واکنش طرف‌های مقابل خواهد نشست. در این صورت حداقل از یک منظر به هدف خود که همانا برقراری ثبات در دورۀ انتقال و گذار قدرت به میرضیایف است، دست خواهد یافت.